# نخل شاهی
نخل شاهی (نام علمی: 'Roystonea regia') نام یکی از گونه‌های درخت نخل است. این درخت بومی جنوب فلوریدا، مکزیک قسمت‌هایی از آمریکای مرکزی و شمال کارائیب است.
نخل شاهی گل ملی کشور کوبا است.